# Hassan Jallow (Politiker)
Hassan Jallow (* 20. Jahrhundert) ist ein Politiker im westafrikanischen Staat Gambia.

## Leben
| Parlamentswahl | Stimmen | Stimmanteil |
| -------------- | ------- | ----------- |
| 1997           | 5.534   | 59,34 %     |

Jallow trat bei den Parlamentswahlen 1997 als parteiloser Kandidat im Wahlkreis Kantora an. Er erreichte 59,34 % der Stimmen vor dem Kandidaten der Alliance for Patriotic Reorientation and Construction (APRC) Omar Baru Camara und gewann dadurch einen Sitz in der National Assembly. Bei den folgenden Parlamentswahlen 2002 trat Jallow nicht mehr an und trat politisch nicht mehr in Erscheinung.